# 화암사 (전북 완주군)
화암사(花岩寺)는 전북특별자치도 완주군 경천면, 불명산 시루봉 남쪽에 위치하는 조계종 소속 사찰이다.
창건에 관한 자세한 기록은 없지만 현재 남아있는 <화암사중창비>에 의하면 통일신라 때 원효와 의상대사가 이 절에 머물며 수행하였다는 기록이 적혀있다.
완주 화암사 중창비는 1425년(세종 7)에 성달생(成達生)이 절을 중창하고 기념하기 위해 쓴 글이다. 이 때 3칸의 불전을 매우 장려하게 짓고 차례로 승당(僧堂), 조성전(祖聖殿)등 여러 건물들을 완성하였는데 당시 지은 3칸 불전이 극락전인 것으로 전해진다.
완주 화암사 극락전은 1981년 해체·수리 때 발견한 기록에 따르면, 정유재란 때 피해를 입고 1605년에 중건되었다. 이 건물은 정면 3칸, 측면 3칸의 맞배집으로서 현존하는 유일한 하앙식 건물로 유명하다.

## 소장 문화재
- 완주 화암사 극락전 - 대한민국 국보 제316호
- 완주 화암사 우화루 - 대한민국 보물 제662호
- 완주 화암사 동종 - 전라북도 유형문화재 제40호
- 완주 화암사 중창비 - 전라북도 유형문화재 제94호